# رود استوارت
رود استوارت رودی است به رود یوکون می‌ریزد. این رود از کشور کانادا می‌گذرد.